# Kyle Skaggs
Pour les articles homonymes, voir Skaggs.
Kyle Skaggs est un athlète américain né en 1985 à Glenwood, au Nouveau-Mexique. Spécialiste de l'ultra-trail, il a notamment remporté la Wasatch Front 100 Mile Endurance Run en 2007 puis, l'année suivante en 2008, la Hardrock 100 en étant le premier coureur à réussir l'épreuve en moins de 24 heures.

## Biographie
Kyle Skaggs est né et a passé son enfance  à Glenwood, au Nouveau-Mexique. Il a étudié à l'Evergreen State College, dans l'État de Washington, avant de retourner chez lui pour y travailler dans le secteur de l'agriculture biologique.

## Résultats
| no  | masculin      | Course            | Longueur | Départ           | Temps            |
| --- | ------------- | ----------------- | -------- | ---------------- | ---------------- |
| 1er | Médaille d'or | Wasatch Front 100 | 100 mi   | 8 septembre 2007 | 19 h 35 min 14 s |
| 1er | Médaille d'or | Hardrock 100      | 100 mi   | 11 juillet 2008  | 23 h 23 min 30 s |